# Кюлюг-бег-каган
Кюлюг-бег-каган (д/н — 840) — 13-й каган уйгурів у 839—840 роках. Відомий також як Касар II.

## Життєпис
Походження невідоме. Відомий спочатку як Кютлюг-бек (в китайських джерелах Цзюелоу). 839 року повстав проти кагана Альп Кюлюг Більге. Його підтримав Чісінь, вождь племен шато. Невдовзі кагана було обкладено в столиці Орду-Балик, де той наклав на себе руки. За різними версіями Кюлюг-бек оголосив себе каганом під ім'ям Касар-каган, а за іншою поставив на трон сина або онука попереднього кагана Касара I.
Не зміг втримати владу, оскільки уйгурський військовик Кюлюг-Бага (в китайських джерелах відомий як Гулу Мохе) втік до киргизького кагана Солатая, якого попросив про допомогу проти узурпатора. 100-тисячне кирзизьке військо швидко підійшло до Орду-Балика. Сам Кюлюг-бек-каган втратив багато вояків через епідемію чуми та багато коней і худоби чере потужну снігову бурю. Не міг гідно чинити спротив ворогові. Киргизи захопили столицю Уйгурського каганату, вбили Калюг-бега (і Касар-кагана, якщо це різні особи), сплюндрувало місто.
В результаті каганат фактично розпався. Один з представників правлячої династії Едіз — Пан-тегін — з 13-15 родами уйгурів втік до карлуків, а 843 року перебрався до Дуньхуана, де заснував власну державу. Інша частина — так звані жовті уйгури — рушили на південь і південний захід під владу імперії Тан (у 870 році заснували Кянсуйське ідикутство). Решта вирішила чинити опір, обравши правителем сина Баої-кагана — Уге.